# 钉踝百灵
钉踝百灵（学名：[Chersomanes albofasciata] 错误：{{Lang}}：文本有斜体标记（帮助）），是百灵科钉踝百灵属的一种，分布于纳米比亚、安哥拉、南非、坦桑尼亚、刚果民主共和国、博茨瓦纳和莱索托。全球活动范围约为2,400,000平方千米。该物种的保护状况被评为无危。
钉踝百灵的平均体重约为24.5克。栖息地包括亚热带或热带的高海拔草原、亚热带或热带的（低地）干草原、亚热带或热带的（低地）季节性湿润草原和亚热带或热带的（低地）干燥疏灌丛。